# 콘월인
콘월인(콘월어: Kernowyon)은 역사적으로 영국 콘월주에 거주하는 사람들을 지칭한다.